# Andy Scott (homme politique)
Pour les articles homonymes, voir Scott et Andy Scott.
Andy Scott , né le 16 mars 1955, mort le 25 juin 2013  à Fredericton, est un fonctionnaire principal et homme politique fédéral du Nouveau-Brunswick (Canada).

## Biographie
Né à Fredericton et grandi à Barker's Point au Nouveau-Brunswick, Scott servit à titre de partisan dans le gouvernement libéral provincial de Frank McKenna durant la fin des années 1980.
Élu député du Parti libéral du Canada dans la circonscription fédérale de Fredericton—York—Sunbury en 1993, il fut réélu dans Fredericton en 1997, 2000, 2004 et en 2006. En 2007, il annonça qu'il ne comptait pas se représenter aux élections qui survinrent en 2008.
Il fut Solliciteur général du Canada dans le cabinet de Jean Chrétien de 1997 jusqu'à sa démission en 1998. Sa démission fut causée par la controverse qui suivit ses propos lors du sommet de l'APEC durant lequel plusieurs policiers de la Gendarmerie royale du Canada utilisèrent du poivre de cayenne pour disperser les manifestants.
Sous Paul Martin, il redevint ministre des Affaires indiennes et du Nord canadien et interlocuteur fédéral auprès des Métis et des Indiens non-inscrits de 2004 à 2006. Il fut aussi ministre d'État chargé des Infrastructures de 2003 à 2004, ministre régional du Nouveau-Brunswick de 1997 à 1998 et de 2004 à 2006. Alors dans l'Opposition, il fut porte-parole libéral chargé des Infrastructures et Collectivité de 2006 à 2007. 
Vers la fin de 2003, alors qu'il servait comme ministre d'État, il fut hospitalisé à la suite d'une agression survenue par une personne choquée par le support du gouvernement libéral sur la question du mariage gay.
En 2008, il devint chercheur en politique sociale œuvrant à l'Université du Nouveau-Brunswick.